# Tazosartan
Tazosartan (łac. tasosartanum) – wielofunkcyjny organiczny związek chemiczny, lek stosowany w leczeniu nadciśnienia tętniczego, hamujący działanie angiotensyny II poprzez blokadę receptora angiotensynowego typu 1 (AT1).

## Mechanizm działania
Tazosartan jest antagonistą receptora angiotensyny II, hamującym działanie angiotensyny II poprzez blokadę receptora angiotensynowego typu 1 (AT1). Tazosartan jest metabolizowany w pierwszym etapie do hydroksylowanej pochodnej, a następnie przekształcany do enoltazosartanu. Enoltazosartan ma większą aktywność biologiczną niż tazosartan oraz dłuższy okres półtrwania 35-43 h. 

## Zastosowanie
- nadciśnienie tętnicze pierwotne[1]

W 2016 roku tazosartan nie był dopuszczony do obrotu w Polsce. 

## Działania niepożądane
Tazosartan nie został zarejestrowany w Stanach Zjednoczonych z powodu toksyczności wątrobowej występującej u 12% pacjentów podczas badań klinicznych II i III fazy. 